# Lazurit
Lazurit er et silikatmineral, der indeholder sulfat, svovl og chlor med formlen (Na,Ca)8[(S,Cl,SO4,OH)2|(Al6Si6O24)]. Det er en feldspathoid og medlem af sodalitgruppen. Lazurit krystalliserer i en isomerisk struktur, selvom velformede krystaller er sjældne. Det normalt massive krystaller, og det er størtstedelen af bestanddelen i smykkestenen lapis lazuli.
| Kemi | Spire Denne artikel om kemi er en spire som bør udbygges. Du er velkommen til at hjælpe Wikipedia ved at udvide den. |